# Brachylophus
Brachylophus – rodzaj jaszczurek z rodziny legwanowatych (Iguanidae).

## Zasięg występowania
Rodzaj obejmuje gatunki występujące w stanie naturalnym na wyspach Fidżi w Oceanii; legwan fidżijski został introdukowany na Tonga.

## Systematyka

### Etymologia
- Brachylophus: gr. βραχυς brakhus „krótki”; λοφος lophos „grzebień, pióropusz”[5]; w aluzji do krótkich, kolczastych czubków umiejscowionych wzdłuż grzbietu tych zwierząt.
- Chloroscartes: gr. χλωρος khlōros „zielony”[6]; σκαρτης skartēs „skoczny, szybki, zwinny”, od σκαιρω skairō „skakać, tańczyć”[7]. Gatunek typowy: Chloroscartes fasciatus Günther, 1862 (= Iguana fasciata Brongniart, 1800).

### Podział systematyczny
Do rodzaju należą następujące występujące współcześnie gatunki:
- Brachylophus bulabula Fisher, Harlow, Edwards & Keogh, 2008
- Brachylophus fasciatus (Brongniart, 1800) – legwan fidżyjski[8]
- Brachylophus gau Fisher, Niukula, Watling & Harlow, 2017
- Brachylophus vitiensis Gibbons, 1981 – legwan wityjski

Opisano także wymarły gatunek z późnego holocenu wyspy Foa należącej do Tonga:
- Brachylophus gibbonsi Pregill & Steadman, 2004.